# Lasioglossum pictum
Lasioglossum pictum är en biart som först beskrevs av Crawford 1902. Den ingår i släktet smalbin och familjen vägbin. Arten finns i södra Kanada och norra till mellersta USA.

## Beskrivning
Huvudet och mellankroppen är ljusgröna, hos honan med gula till bruna mandibler och gul till rödbrun labrum, hos hanen är både mandibler och labrum ljusgula. Clypeus övre halva är svartbrun och den lägre bronsfärgad hos båda könen. Antennerna är mörkbruna, med brunorange undersida i de yttre lederna. Vingarna är halvgenomskinliga med ljust brungula ribbor och brunorange vingbaser. Benen är bruna med rödaktiga och gulaktiga detaljer. Bakkroppens tergiter är ljust orangegula hos honan, både de och sterniterna med halvgenomskinligt gula bakkanter. Hos hanen är bakkroppen rödbrun, mörkare baktill. Tergiternas bakkanter är orange till brungula, på undersidan har de fyra främre sterniterna orange bakkanter. Behåringen är vitaktig och förhållandevis gles. Behåringen på ansiktets nederdel kan dock vara tätare, speciellt hos hanen. Honan har tunn behåring på bakkroppens ovansida, vilket hanen saknar. Biet är mycket litet, med en kroppslängd på 4,8 till 5,5 mm hos honan, 5,4 till 5,6 mm hos hanen.

## Utbredning
En nordamerikansk art som finns från sydöstra Alberta över södra Saskatchewan och södra Manitoba till södra Ontario i Kanada samt i angränsande delar i USA med nordgräns från Montana till Michigan och sydgräns från Nebraska till Illinois. Arten är relativt vanlig i västra delarna av sitt utbredningsområde, men ovanlig öster om Mississippifloden.

## Ekologi
Habitatet utgörs av sandmarker. Arten är polylektisk, den flyger till blommor från flera olika familjer: Oleanderväxter (sidenörter), korgblommiga växter (solrossläktet), ärtväxter (segelbuskar) och grobladsväxter (penstemoner). Flygtiden varar mellan april och september.
Inte mycket är känt om artens biologi, men den antas vara social och bygga sitt bo i marken. Endast de parade, unga honorna övervintrar.